# Ludwig Kandler
Ludwig Kandler (* 14. November 1856 in Deggendorf; † 12. Februar 1927 in München) war ein deutscher Porträt-, Historien- und Genremaler.

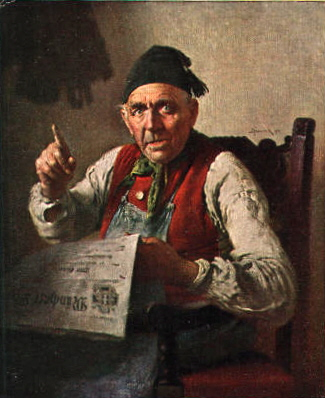
Kandler: Der Hochpolitiker (Postkartenreproduktion um 1914–1918)

## Leben
Der Sohn eines Papierfabrikanten machte 1873 das Abitur am humanistischen Gymnasium des Benediktinerklosters Metten, studierte in den Jahren von 1873 bis 1875 an der Kunstgewerbeschule in München und 1878 an der Akademie der bildenden Künste in München. 1878 legte er die Lehramtsprüfung für den Unterricht im Zeichnen und Modellieren an der TH München ab. Zwischen 1879 und 1900 war er, mit häufigen Unterbrechungen aufgrund von Studienreisen, Lehrer an verschiedenen Schulen Münchens.
Ab dem Jahr 1900 war er freischaffend und lebte von öffentlichen und privaten Aufträgen. Kandler war Schöpfer monumentaler Wandbilderzyklen, die sich allerdings meistens durch Abbruch oder Zerstörung der Gebäude nicht erhalten haben (z. B. im Rathaus in Essen) und Gemälde zur Ausgestaltung von Kirchen in Odelzhausen, in seiner Heimatstadt (Geiersbergkirche) und in Hermannstadt. Die erhaltenen Porträts und Genrebilder sind in unterschiedlichen Maltechniken und -stilen gemalt. Er ist damit ein typischer Vertreter der Münchner Schule.